# Jazz de Japón

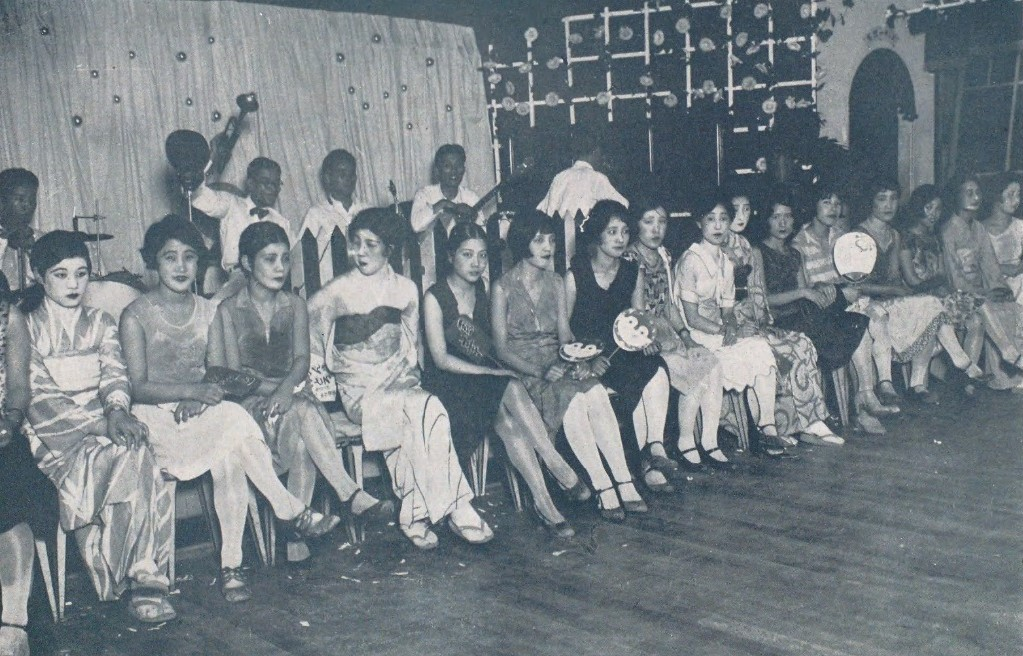
Salón de baile en 1930

El jazz de Japón ( japonés : 日本のジャズ, Nihon no jazu), también llamado Japazz, es el jazz interpretado por músicos japoneses o el jazz relacionado con Japón o la cultura japonesa. Según algunas estimaciones, Japón tiene la mayor proporción de aficionados al jazz del mundo. 
El jazz llegó a Japón en la década de 1910 a través de los buques transpacíficos, donde los músicos filipinos tomaron influencias del jazz, siendo Filipinas una colonia estadounidense en aquella época. Tras el auge de la industria discográfica, las letras de populares discos de jazz como «The Sheik of Araby» y «My Blue Heaven» se tradujeron al japonés. El jazz se asociaba con los homólogos japoneses de las flappers y los dandis, y a menudo se tocaba en salones de baile.  Aunque se consideraba "música enemiga" en Japón durante la Segunda Guerra Mundial, debido a sus raíces estadounidenses, el género era demasiado popular para prohibirlo,  y muchos desobedecieron la destrucción de discos de jazz ordenada por el estado. 
Durante la ocupación de Japón tras la Segunda Guerra Mundial, hubo una gran demanda de entretenimiento para las tropas estadounidenses, y el jazz era particularmente popular.  En la década de 1970, el milagro económico japonés allanó el camino para que los músicos de jazz japoneses alcanzaran fama internacional, junto con nuevos géneros musicales como el city pop, el kankyō ongaku.  Los músicos de jazz japoneses también empezaron a evolucionar más allá del mimetismo con Blue Note y experimentaron con el free jazz, el funk fusión y el bebop, entre otros. Todo ello impulsó el sonido distintivo del jazz japonés. En la década de 1980, la tecnología musical digital empezó a influir en el jazz japonés. 
En el Japón actual, el jazz se ha convertido en un género más alternativo. Ya no es tan popular, pero conserva la mayor proporción de aficionados al jazz del mundo.  Los jazu kissa (literalmente café de jazz), espacios dedicados donde los aficionados se reúnen para escuchar discos de jazz, aparecieron en los años 1950 y 60.  Se trata de un fenómeno exclusivo del país. En el Japón actual hay unos seiscientos jazu kissa, incluidos algunos en los que está prohibida la conversación. Recientemente, también se ha producido un aumento de los jazu Kissa en las zonas rurales.  Entre los músicos japoneses de jazz contemporáneo figuran Hiromi Uehara, Kyoto Jazz Massive, United Future Organization y Soil & "Pimp" Sessions.

## Historia

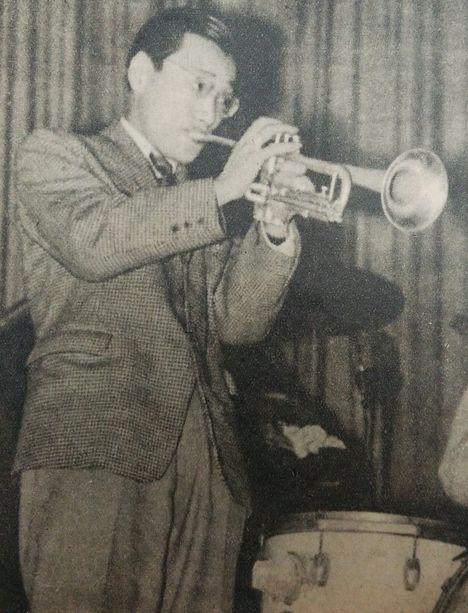
Fumio Nanri

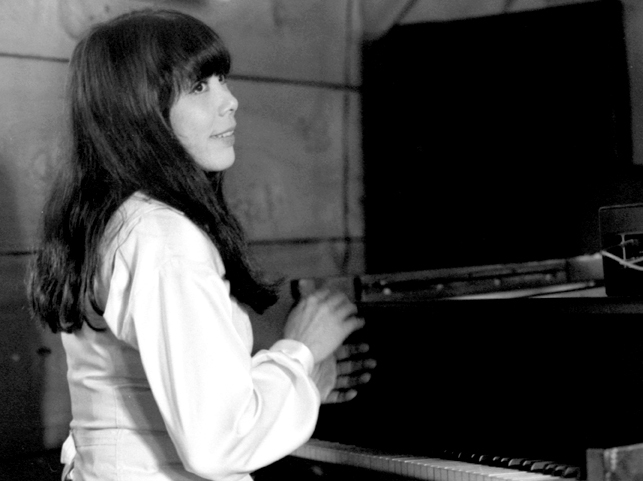
Toshiko Akiyoshi

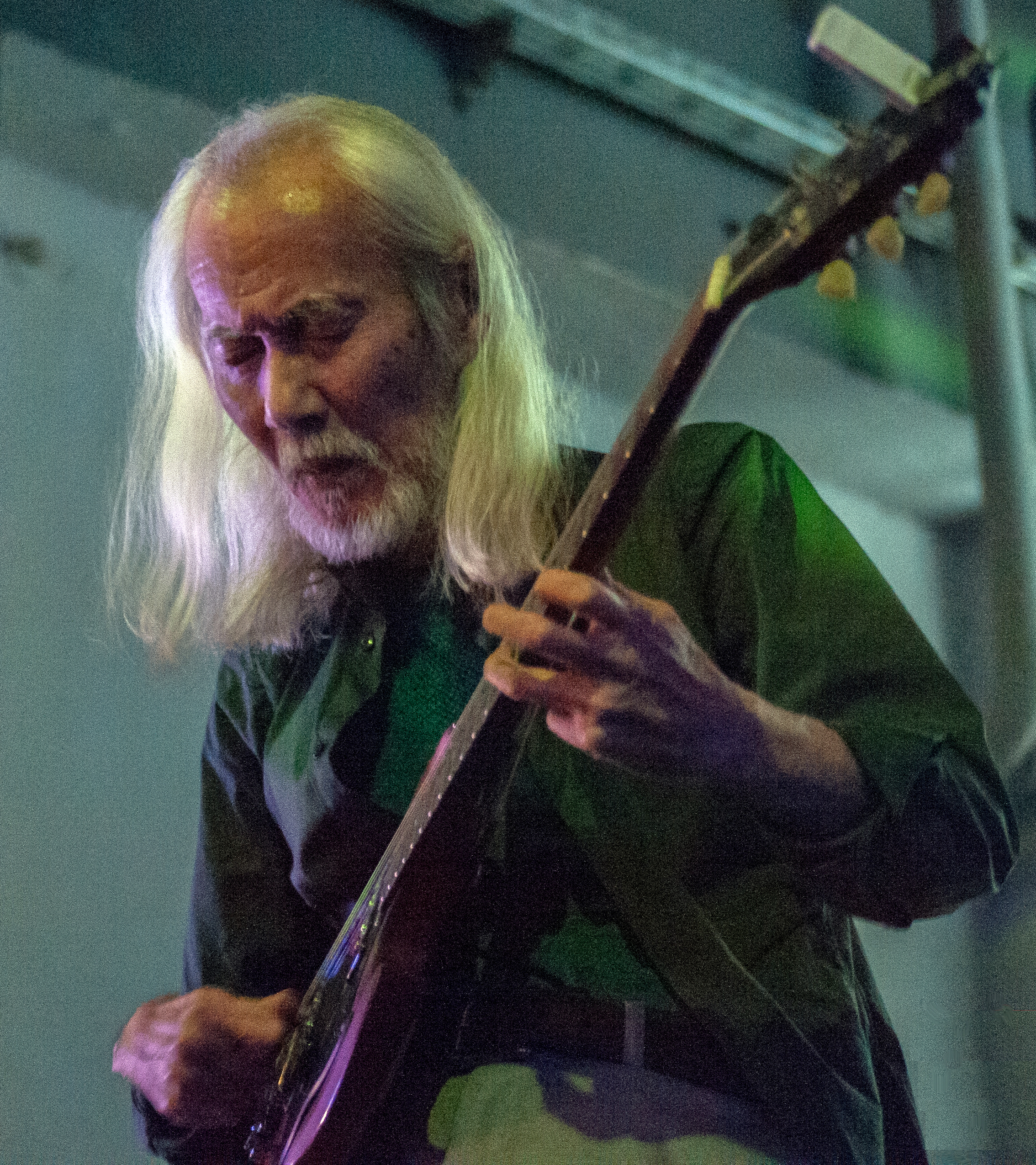
Ryo Kawasaki

El jazz se popularizó en Japón en la década de 1920, tras las visitas de grupos procedentes de Estados Unidos y Filipinas, donde la música popular estadounidense había sido introducida por las fuerzas de ocupación.  La Hatano Jazz Band se describe a veces como la primera banda de jazz japonesa,  aunque eran principalmente una banda de baile.  La banda, creada en 1912 por graduados de la Escuela de Música de Tokio,  absorbió e interpretó música de baile estadounidense tras viajar a San Francisco,  pero su música no pretendía caracterizarse por la improvisación jazzística. 
La práctica local del jazz, construida en torno a las actuaciones de filipinos visitantes, empezó a surgir a principios de la década de 1920, sobre todo en los prósperos distritos de ocio de Osaka y Kobe. En 1924, la ciudad de Osaka ya contaba con veinte salas de baile, lo que dio a muchos músicos nacidos en Japón la oportunidad de tocar jazz profesionalmente.  El trompetista Fumio Nanri (1910-1975) fue el primero de estos intérpretes de jazz japoneses en obtener reconocimiento internacional por su estilo de tocar. En 1929, Nanri viajó a Shanghai, donde tocó con el pianista de jazz estadounidense Teddy Weatherford, y en 1932 realizó una gira por Estados Unidos. Tras su regreso a Japón, Nanri realizó varias grabaciones con su grupo Hot Peppers, una banda de swing de estilo estadounidense. 
La «americanidad» y el atractivo masivo del jazz inicial como música de baile preocuparon a la élite conservadora japonesa, y en 1927 los funcionarios municipales de Osaka promulgaron ordenanzas que obligaron a cerrar los salones de baile. Un gran número de jóvenes músicos se pasaron a la escena del jazz en Tokio, donde algunos encontraron empleo en las orquestas de jazz de las principales compañías discográficas.
En 1933 se inauguró en Yokohama Chigusa, el jazz café o jazu kissa más antiguo de Japón.  Desde entonces, los cafés de jazz han constituido una alternativa popular a los salones de baile, ofreciendo los últimos discos de jazz (y en ocasiones también actuaciones en directo) a un público atento.  En la década de 1930, los compositores de canciones populares Ryoichi Hattori y Koichi Sugii intentaron superar las controvertidas cualidades de la música de jazz creando un tipo de música de jazz distintivamente japonesa. Rehicieron antiguas canciones folclóricas o teatrales japonesas con un toque de jazz, y además escribieron nuevas canciones de jazz de contenido temático japonés que a menudo se parecían mucho a melodías tradicionales muy conocidas.  Las canciones de Hattori, sin embargo, rozaron la polémica, sobre todo en su Canción de la escasez de 1940 (タリナイ・ソング, Tarinai songu), que escribió para los Rhythm Boys de Tadaharu Nakano. La canción, que satirizaba la escasez de alimentos y material entonces generalizada en Japón, provocó la ira de los censores del gobierno y fue rápidamente prohibida.  La polémica fue uno de los factores que provocaron la disolución de los Rhythm Boys en 1941.
Durante la Segunda Guerra Mundial, el jazz se consideró «música enemiga» y se prohibió en Japón. Sin embargo, para entonces el género se había hecho demasiado popular como para que una prohibición total tuviera éxito. Se siguieron interpretando canciones parecidas al jazz, a veces de tipo fuertemente patriótico, aunque estas canciones solían denominarse «música ligera». A pesar de que el estado ordenó la destrucción de los registros de jazz, muchos no cumplieron la orden y ocultaron sus registros hasta el final de la guerra. Tras la guerra, la ocupación aliada de Japón supuso un nuevo incentivo para que surgieran músicos de jazz japoneses, ya que las tropas estadounidenses estaban ansiosas por escuchar la música que escuchaban en su país. La pianista Toshiko Akiyoshi (nacida en 1929) llegó a Tokio en 1948, decidida a convertirse en músico de jazz profesional. Después de formar el Cozy Quartet, Hampton Hawes, que estaba destinado en Yokohama con su banda militar, se fijó en ella y llamó la atención de Oscar Peterson. Akiyoshi estudió en el Berklee College of Music de Boston en 1956, y más tarde alcanzó el éxito mundial como pianista de bebop y líder de big band. 
A finales de la década de 1950, la práctica del jazz nativo volvió a florecer en Japón, y en las décadas siguientes una activa escena de free jazz alcanzó su pleno crecimiento. El crítico Teruto Soejima consideró 1969 como un año crucial para el free jazz japonés, con músicos como el baterista Masahiko Togashi, el guitarrista Masayuki Takayanagi, los pianistas Yosuke Yamashita y Masahiko Satoh, el saxofonista Kaoru Abe, el bajista Motoharu Yoshizawa y el trompetista Itaru Oki desempeñando un papel importante.  Otros artistas de jazz japoneses que adquirieron reputación internacional son Sadao Watanabe (antiguo solista del Akiyoshi's Cozy Quartet), Ryo Kawasaki, Teruo Nakamura, Toru «Tiger» Okoshi y Makoto Ozone. La mayoría de estos músicos han realizado numerosas giras por Estados Unidos y algunos se han trasladado allí permanentemente para hacer carrera en la interpretación o la enseñanza del jazz.

## El jazz y la cultura japonesa

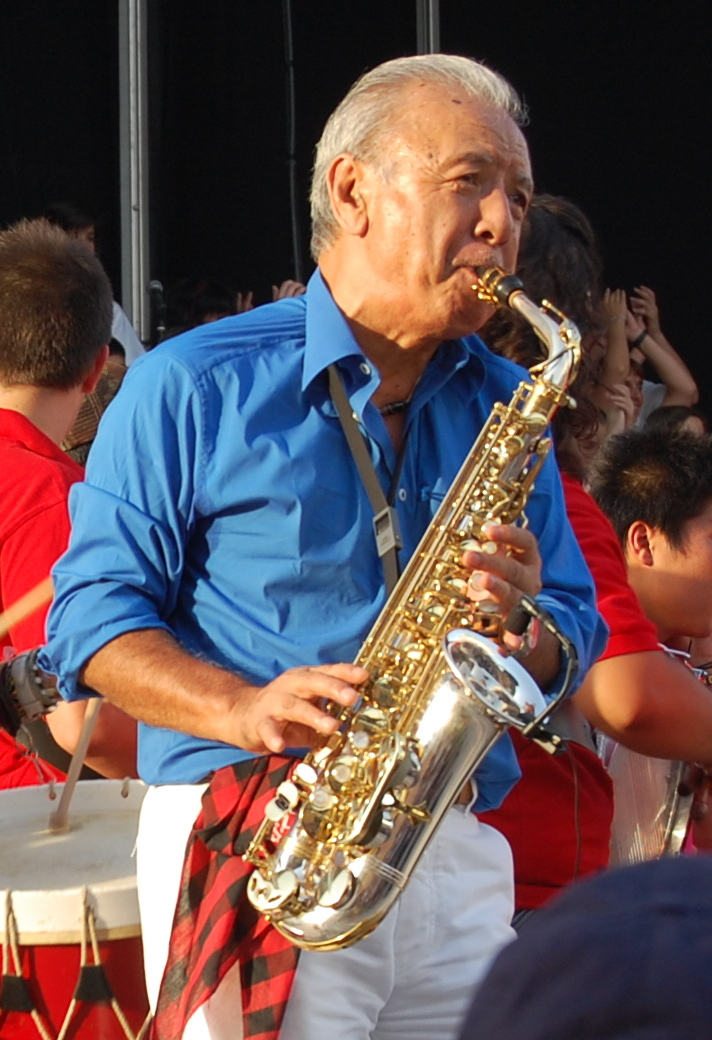
Sadao Watanabe

El jazz japonés había sido frecuentemente criticado como derivado, o incluso como una indigna imitación del jazz estadounidense, tanto por comentaristas estadounidenses como japoneses. En respuesta a la actitud despectiva de su público, los artistas de jazz japoneses empezaron a añadir un «sabor nacional» a su trabajo en la década de 1960.  Toshiko Akiyoshi recurrió a la cultura japonesa en las composiciones para la big band que codirigía con su marido y colaborador durante muchos años Lew Tabackin. En Kogun (1974) utilizaron por primera vez instrumentos tradicionales, como el tsuzumi, y Long Yellow Road (1975) presenta una adaptación de una melodía de la tradición japonesa de música cortesana («Children in the Temple Ground»). Inspirado por las analogías que Akiyoshi le presentó entre la música de jazz y el budismo zen, el escritor de jazz William Minor ha sugerido que puede percibirse una estética zen en la música de El músico japonés Minoru Muraoka decidió aplicar su habilidad con el instrumento de viento tradicional shakuhachi, que toca en la escala pentatónica menor, a un contexto de jazz y grabó varios álbumes con el instrumento como pieza central.  Muraoka contribuyó a popularizar el shakuhachi como instrumento de jazz, una práctica que continúan en la actualidad músicos como el californiano Bruce Hebner y el neoyorquino La banda de smooth jazz Hiroshima, con sede en Los Ángeles, siempre ha contado con músicos estadounidenses de origen asiático o del Pacífico que tocan o doblan instrumentos tradicionales japoneses como el shakuhachi, el koto y el taiko. 

## Acontecimientos recientes

### Década de 2000

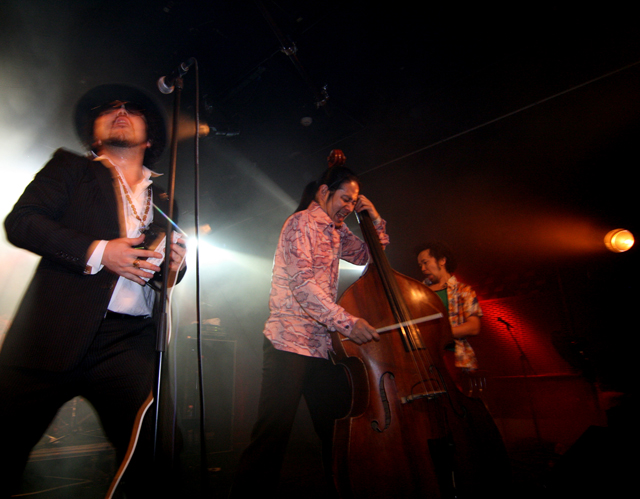
Soil & "Pimp" Sessions en 2007

Alrededor del cambio de milenio, Tokio seguía siendo la base de una pequeña pero próspera comunidad jazzística.La cantante y pianista de jazz Ayado Chie consiguió llegar a un público más amplio (tanto en Japón como internacionalmente) con su emulación del jazz vocal negro estadounidense.  En 2004, Blue Note Records publicó un álbum del pianista de mainstream y bop Takashi (Matsunaga), de 17 años, con composiciones propias, Storm Zone. El CD más reciente de Takashi se titula Love Makes the Earth Float (2008).  En 2005, el grupo japonés de jazz Soil & "Pimp" Sessions publicó su primer álbum de larga duración, Pimp Master, cuyas canciones atrajeron la atención de los DJ extranjeros y empezaron a sonar con fuerza en el programa de radio Worldwide de Gilles Peterson en la BBC Radio 1 del Reino Unido.  Esto hizo que el álbum se publicara en Europe on Compost records y en el Reino Unido en Peterson's Brownswood Recordings y que los álbumes posteriores de Soil & Pimp se publicaran en Brownswood, convirtiéndolos posiblemente en la banda de jazz de club más popular que ha salido de Japón. El cuarteto de Osaka Indigo Jam Unit ha publicado once álbumes originales y cuatro de versiones desde su debut con el álbum Demonstration en 2006     y han sido descritos como una mezcla ajustada y enérgica entre un sonido de jazz tradicional y nu jazz con ritmos distintivos y un piano de jazz fluido. Tras publicar su undécimo álbum Lights en 2015, anunciaron que se separarían en verano del año siguiente. 
La pianista de jazz Hiromi Uehara ha recibido reconocimiento mundial desde su debut en 2003 con Another Mind, que fue un éxito de crítica en Norteamérica y en su Japón natal, donde el álbum alcanzó el disco de oro (100.000 unidades) y recibió el Premio al Álbum de Jazz del Año de la Recording Industry Association of Japan (RIAJ). En 2009, grabó con el pianista Chick Corea Duet, una grabación en directo de dos discos de su trascendente, transgeneracional y transcultural concierto a dúo en Tokio. También participó en el lanzamiento de Heads Up International del bajista Stanley Clarke, Jazz in the Garden, en el que también participó su antiguo compañero de banda Chick Corea, el batería Lenny White.  En 2011, Hiromi comenzó su proyecto de trío de piano, The Trio Project con Anthony Jackson y Simon Phillips y ha lanzado cuatro álbumes bajo el nombre de este proyecto.  Recientemente, no sólo toca con músicos de jazz, sino que también colabora con notables músicos de J-pop, bandas y orquestas como Akiko Yano, Dreams Come True, Tokyo Ska Paradise Orchestra y New Japan Philharmonic .  Además, el pianista Makoto Ozone colaboró con la premiada cantante Kimiko Itoh . 

### Década de 2010

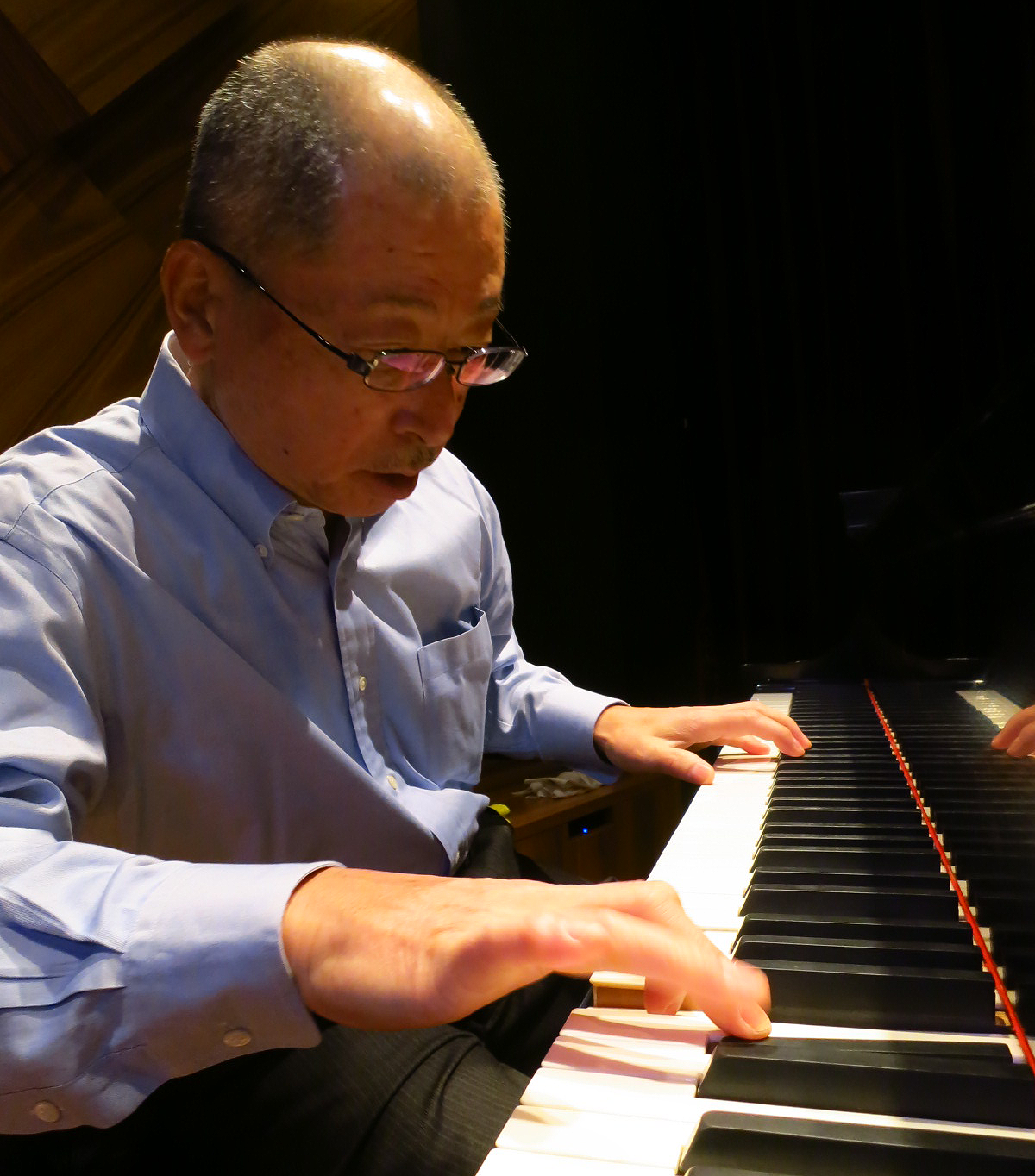
Ryo Fukui

En 2012, la pianista de jazz Ai Kuwabara, cuyo estilo se describe como post-Hiromi Uehara, publicó su primer álbum from here to there. Cinco años después, grabó somehow, someday, somewhere, en el que Ai colaboró con el batería de jazz estadounidense Steve Gadd y el bajista Will Lee.  Shun Ishiwaka, baterista y compositor de jazz, ha recibido un enorme reconocimiento en Japón por su incomparable técnica y sonido de vanguardia y ha formado parte de numerosas grabaciones y proyectos con músicos notables como Terumasa Hino, Tokyo New City Orchestra, Taylor McFerrin y Jason Moran. Shun lanzó su álbum debut Cleanup en 2015 en el que combinó elementos de música clásica contemporánea, hip-hop y jazz straight ahead y este álbum recibió «Álbum del año nuevo elogio estrella» y «Álbum de jazz del año 2015» de las dos revistas de jazz más importantes de Japón Jazz Japan y Jazz Life respectivamente. En 2016, Shun dio un concierto con su propio trío teniendo como invitado al guitarrista Kurt Rosenwinkel en Blue Note Tokyo. 
Ryo Fukui, un pianista de jazz ya fallecido que, en vida, luchó por lograr reconocimiento fuera de Japón, experimentó un monumental aumento de popularidad gracias a plataformas de streaming como YouTube Music, Spotify y otras.

## Contenidos relacionados con el tema

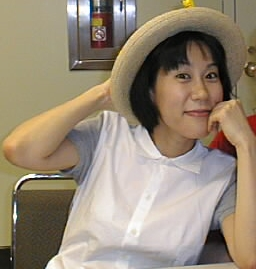
Yoko Kanno, destacada en sus trabajos en bandas sonoras de anime como Cowboy Bebop